# Mister Beep
Mister Beep je polský hudebník tvořící jednobitovou hudbu pro počítače Sinclair ZX Spectrum. Hudbu skládá na počítači Timex Sinclair TC2048. Ke skládání hudby používá mimo jiné i program Orfeus Music Assembler. Jeho první dvě alba a záznam z živého vystoupení byly vydány u vydavatelství Berlin.hq. Jeho hudba je používaná také ve hrách a hudebních demech.

## Vydaná alba
- Monophonic Generator,[3]
- Micromusic Get-Together 2009 Live Sets,[3]
- The LOwest FIdelity,[3]
- A Thousand Furious Bees[6]
- Z80[7] - album bylo vydáno ke 30. výročí vzniku ZX Spectra 48K.[8][9]

### Ukázky tvorby Mistra Beepa
- ZX Spectrum music: Mister Beep: Through the heavy fire na youtube
- Mission Highly Improbable (Forever 2014) na youtube - demo přihlášené na Forever 2014, obsahuje hudbu pro AY-3-8912 od Yerzmyeye, závěrečné outro od času 7:35 je jednobitová hudba od Mistra Beepa